# Beaufort, Schweiz
Beaufort är en bergstopp i Schweiz. Den ligger i distriktet Entremont och kantonen Valais, i den sydvästra delen av landet, 110 km söder om huvudstaden Bern. Toppen på Beaufort är 3 047 meter över havet.